# Derby d'Italie
La rivalité entre la Juventus et l'Inter, également connue sous le nom de Derby d'Italia (en français : Derby d'Italie), se réfère à l'antagonisme entre deux clubs de football des villes de Turin, la Juventus FC fondée en 1897, et de Milan, le FC Internazionale Milano, fondée en 1908. En ce qui concerne la rivalité, le Derby d'Italie, c'est aussi l'équivalent du Clásico en Espagne et du Classique en France,.
Il s'agit de l'un des derbys les plus intenses d'Europe entre deux clubs non issus de la même ville.
Les deux équipes ont des fans dans toute l'Italie et il existe de nombreux clubs de supporters de la Juventus en Lombardie et de l'Inter dans le Piémont,.

## Histoire
Le dimanche 14 novembre 1909 a lieu pour la première fois de l'histoire le match entre les turinois du Foot-Ball Club Juventus créé en 1897 et le nouveau club milanais du Foot-Ball Club Internazionale Milano, créé un an plus tôt en 1908. La Juventus remporte le match 2 buts à 0 (doublé d'Ernesto Borel). L'intense rivalité, tant sur le plan sportif que médiatique entre les deux clubs de la Juventus et de l'Inter ne commença en réalité que plusieurs décennies plus tard.
L'expression de Derby d'Italia est utilisée pour la première fois lors de la saison 1967-1968 de la Serie A par le journaliste sportif italien Gianni Brera pour qualifier le match turino-milanais de l'époque alors entre les deux grands club italiens du moment,.

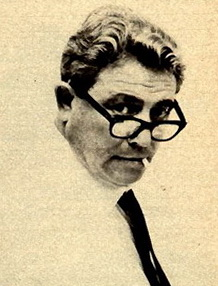
Le journaliste Gianni Brera, inventeur de l'expression « Derby d'Italia ».

Le 13 décembre 1959, la Juventus marque son premier but à la 28e minute, but de John Charles. À la 41e minute, une discussion éclate au milieu du terrain, l'arbitre Concetto Lo Bello veut séparer les joueurs, et par inadvertance, il donna un coup de poing au joueur de l'inter, Giovanni Invernizzi, il est resté sur le terrain de la première mi-temps, A la seconde mi-temps, il tombera une fois sur le terrain. Au coup sifflet final de la 90e minute, Giovanni Invernizzi s'évanouira sur le terrain. Score final 1-0 pour la Juventus. L'inter a demandé pour rejouer le match car ils considéraient que la blessure de leur joueur était due à une faute de l'arbitre. Le résultat final a été approuvé par la Fédération italienne de football en faveur de la Juventus, le président de la Fédération italienne de football (FIGC) était Umberto Agnelli, président de la Juventus.
Cette rivalité (donnant lieu à un des matchs les plus intenses et suivis d'Europe) prend sa source dans les années 1960. Le 19 avril 1961, dans le cadre de l'avant-dernière journée du championnat national de 1960-1961, les deux équipes s'affrontent : après d'importants mouvements de foule à la 31e minute, l'Inter est jugé vainqueur sur tapis vert. Après appel de la Juventus, la Fédération italienne décide de faire rejouer le match : le président milanais, excédé, envoie une équipe de jeunes. Le match, totalement déséquilibré, voit le derby d'Italie le plus prolifique en nombre de buts, avec une large victoire de la Juventus sur le score de neuf buts à un, permettant aux Turinois de décrocher le titre. Ce match décisif voit également les débuts d'Alessandro Mazzola et la retraite sportive de Giampiero Boniperti qui donna ses crampons au responsable des équipements du club en disant "Prends-les. À moi ils ne me serviront plus. Aujourd'hui j'arrête le football.",.
La rivalité s'accentue véritablement à partir des années 1990 avec la remontée en puissance de l'Inter et la lutte régulière pour la tête du classement.
Lors de la rencontre au Stadio delle Alpi en 1997–98, la décision de l'arbitre Piero Ceccarini de ne pas infliger de pénalité pour la faute de Mark Iuliano sur l'attaquant Ronaldo était controversée. La Juventus, menant 1 à 0 au moment de l'incident, a été sanctionnée après quelques secondes d'un penalty manqué par Alessandro Del Piero; La Juventus a remporté le match 1-0 et a remporté le Scudetto cette saison. L'incident a provoqué des débats houleux au Parlement italien lors d'une session télévisée "L'heure des questions" en avril 1998.
Domenico Gramazio, de l'Alliance nationale, aurait crié: "Ils sont tous des voleurs!" Massimo Mauro, du parti démocrate au pouvoir, ancien membre de la Chambre des députés et ancien vice-Premier ministre Walter Veltroni, a déclaré: "Nous ne sommes pas dans un stade. C'est un spectacle indigne, embarrassant et grotesque.... " La session a dû être suspendue et plusieurs politiciens ont ensuite été pénalisés.
Après ce match le Président d'Inter Massimo Moratti n'accompagnera plus jamais son équipe à l'extérieur contre la Juventus.
Toutefois elle atteint son paroxysme à la suite de la rétrogradation en deuxième division des bianconeri et de l'annulation de leurs deux Scudetti de 2005 et 2006, ce dernier ayant été donné sur tapis vert à l'Inter. Cet épisode accentua une haine déjà présente que se vouent les supporters des deux équipes, ceux de l'Inter considérant la Juve comme un club de tricheurs (à cause de l'épisode du procès du Calciopoli, appelé par certains fans de la Vieille Dame le Farsopoli,,), tandis que les fans juventini qualifient l'Inter comme un club de voleur, car étrangement blanchi de tout soupçons lors de l'affaire, et considérant leurs récents titres comme une imposture, ayant eu besoin des problèmes des uns (en partie la descente en Serie B de la Juventus) pour enfin pouvoir s'imposer en championnat.

## Scandales

### Affaire Allemandi
Lors de la saison 1926-1927 de la Serie A, la Juve termine troisième mais se retrouve surtout au cœur d'un des premiers grands scandales du football italien. Lors du derby della Mole du dimanche 5 juin 1927, un des dirigeants du Torino de l'époque, le docteur Nani, aurait tenté de corrompre le défenseur juventino Luigi Allemandi en lui proposant 50000 lires pour qu'il sabote le match. Le Torino remporta le match 2-1 mais son scudetto lui fut retiré à la fin du tournoi,,, et Allemandi, au départ radié à vie, vit sa sentence allégée, et dut quitter le club bianconero. Il fut alors vendu à l'Inter. Ce rachat de Luigi Allemandi de la part de l'Inter augmenta aussi la rivalité entre les deux clubs.

### Affaire des faux passeports (Italie)
Le «Affaire des faux passeports», également connu sous le nom de «Passaportopoli», était un scandale qui a frappé le football italien en 2001 et concernait la naturalisation illicite de certains footballeurs non européens. Il s'agit du premier cas de falsification documentaire dans le football européen.
Les équipes, compris l'Inter, ont risqué d'être exclues du championnat.
De toute évidence, ces faits ont créé une rancune supplémentaire.

### Affaire des matchs truqués du Calcio
En mai 2006, la Juventus, avec le Milan AC, la Lazio (du président Claudio Lotito), la Fiorentina (du président Diego Della Valle), et la Reggina sont au centre d'un scandale majeur concernant la désignation des arbitres dans le championnat italien. Luciano Moggi démissionne de son poste de directeur général et est mis en examen.
Le tribunal requiert pour la Juventus une relégation en Serie B avec une pénalité de 17 points puis, finalement, de 9 points. Ses titres de champion des saisons 2004-2005 et 2005-2006 sont annulés, et le titre de la saison 2005-2006 est finalement attribué à l'Inter,,,, (le premier restant "non-attribué").

## Stades

### FC Internazionale Milano
Le Campo Internazionale di Via Goldoni, plus communément appelé Campo di via Goldoni ou Campo Virgilio Fossati en 1928, a été le stade de l'Inter de 1913 à 1930. Il a été nommé ainsi parce qu'il était situé dans la Via Carlo Goldoni, correspondant à l'actuelle piazza Ermete Novelli. Il est inauguré le 1er janvier 1913 lors du match Inter-Lazio 3-1.
Le 15 juin 1930, lors d'un match contre le Genoa CFC, une des tribunes s'effondre, s'ensuit une panique des spectateurs blessant 167 personnes. Cet incident entraînera la démission du président Oreste Simonotti et l'abandon de ce stade par le club. L'Arena Civica devient donc le nouveau stade de l'Inter. Il a été conçu par l'architecte Luigi Canonica, sous forme d'amphithéâtre d'une longueur de 238 mètres et d'une largeur de 116 pouvant contenir jusqu'à 30 000 spectateurs.

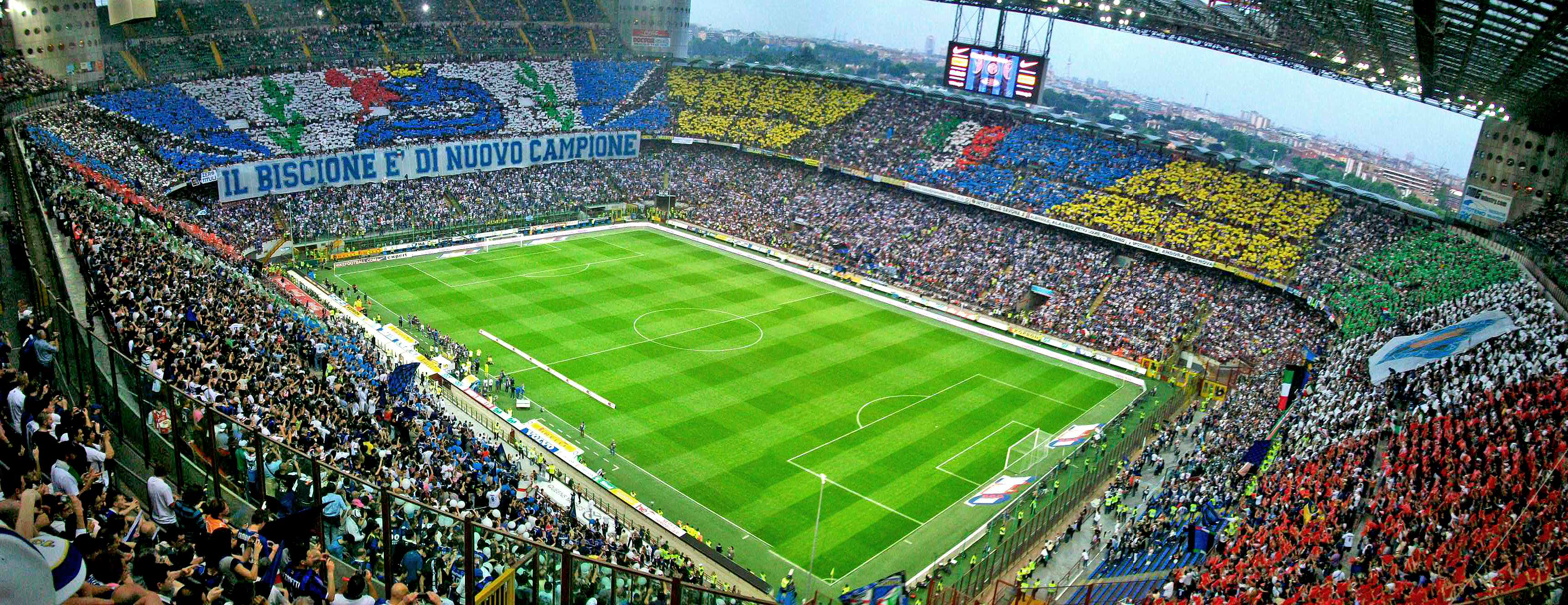
Tifo des supporters de l'Inter au Stade Giuseppe-Meazza.

Le stade Giuseppe-Meazza est adopté par l'Inter à partir de 1947, après les travaux d'agrandissement réalisés par la ville, devenue propriétaire du stade. Il est profondément modernisé à l'occasion de la Coupe du monde 1990, ce qui lui vaut aujourd'hui de répondre aujourd'hui aux normes des stades Élite UEFA. Grâce à des tribunes proches du terrain, une forte inclinaison des gradins et un large toit, l’enceinte bénéficie d’une atmosphère qui en fait l’un des stades de football les plus célèbres au monde.

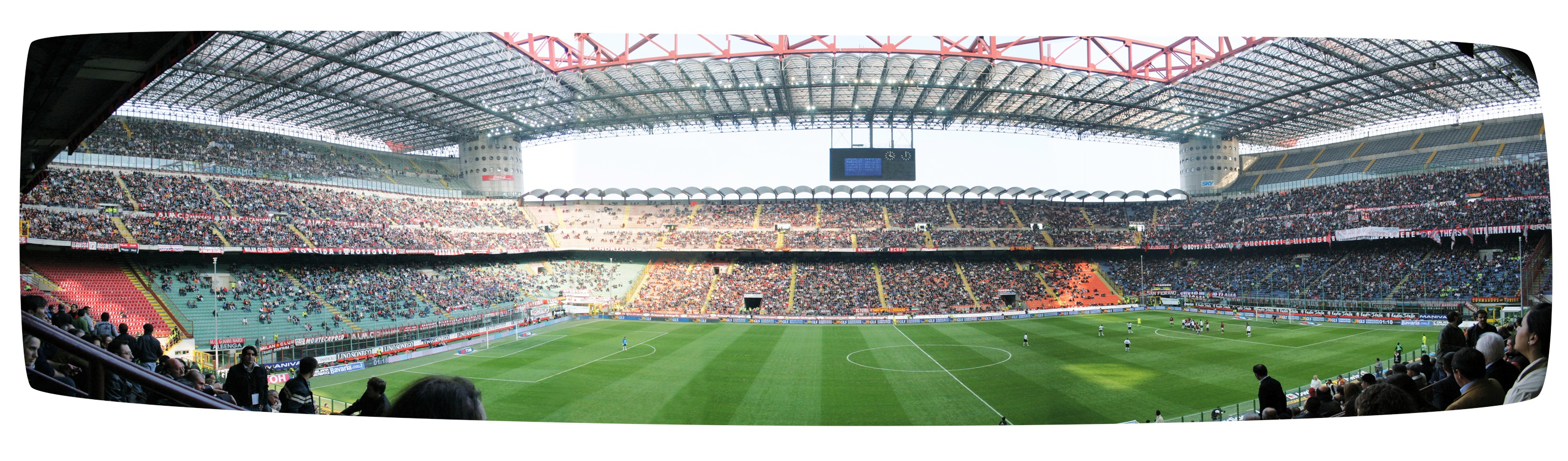
Une vue intérieure du Stade Giuseppe-Meazza.

### Juventus FC
Après ses deux premières années (où le club évolua au Parco del Valentino puis au Parco Cittadella), le club joue jusqu'en 1908 au Stadio Piazza d'Armi, appelé aussi Campo Piazza d'Armi (arène où eut lieu le premier match officiel du club en 1900), sauf entre les saisons 1904 et 1906 où la Juve s'installa au Stadio Motovelodromo Umberto I, stade ouvert en 1895 et situé dans le quartier de Crocetta, qu'elle louait à la municipalité et qu'elle fut forcée de quitter, après des problèmes avec son ex-président Alfred Dick qui quitta le club pour créer le Torino FC, qui lui s'installa avec son nouveau club au Motovelodromo Umberto I.
De 1909 à 1922, les Bianconeri évoluèrent lors des compétitions internationales au Stadio di Corso Sebastopoli (stade d'environ 10 000 places construit en bois et considéré comme le premier véritable stade du FBC Juventus), mais, pour les autres matchs, ils jouèrent jusqu'en 1933 au Stadio di Corso Marsiglia (stade d'environ 15 000 places, le premier construit en béton armé), date à laquelle ils déménagèrent dans le tout nouveau Stadio Municipale di Torino Benito Mussolini, un des nombreux stades inaugurés pour la Coupe du monde de football de 1934 accueillie par l'Italie (stade moderne doté d'environ 65 000 places pour la plupart debout, avec une haie métallique séparant les tribunes du terrain), et qui fut par la suite renommé Stadio Comunale Vittorio Pozzo après la guerre et la chute du régime fasciste.
Pour les besoins de la Coupe du monde de football de 1990, organisée par l'Italie, un nouveau stade de 69 295 places (ramené par la suite à 67 229 dont 90 % des sièges couverts) est inauguré en 1990 pour la Juve, portant le nom de Stadio delle Alpi (en français : Stade des Alpes). Pendant la construction de son nouveau stade, commencée en 1988, le club joue quelques matchs à domicile dans différents stades italiens, comme le Stadio Renzo Barbera à Palerme, le Stadio Dino Manuzzi à Cesena ou encore le Stade Giuseppe-Meazza à Milan.
En août 2006, le Stade des Alpes ferme pour être rénové, avant d'être démoli en 2009. Pendant les travaux de son nouveau stade de 41 000 places, appelé le Juventus Stadium, propriété à 100 % du club, la Juventus joue durant plusieurs saisons au Stadio Olimpico di Torino, ramené à 27 994 places (anciennement le Stadio Comunale puis renommé Stade olympique après sa rénovation pour les jeux olympiques d'hiver de 2006), stade habituel de son grand rival du Torino FC depuis 1958, et où la Juve n'avait plus évolué depuis plus de 15 ans.
Le Juventus Stadium est inauguré le 8 septembre 2011 lors d'un match de gala contre le Notts County FC, club de 3e division anglaise lié malgré lui aux Turinois depuis 1903, ces derniers leur ayant empruntés leur couleurs blanches et noires.

#### Images

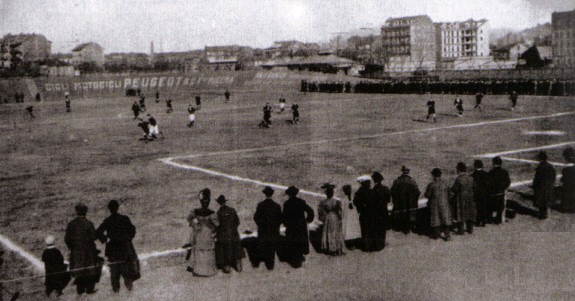
Le Velodromo Umberto I lors d'un match en 1906
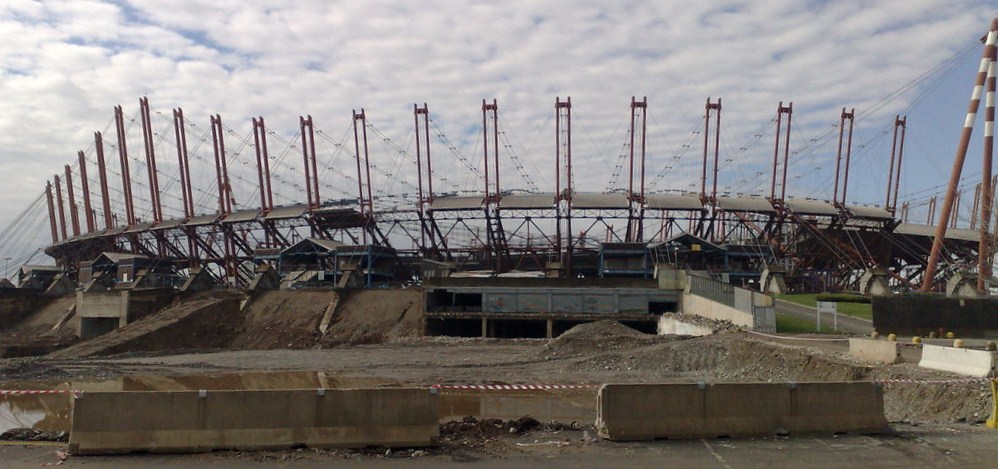
Vue de l'extérieur du Stade des Alpes durant sa démolition en 2009
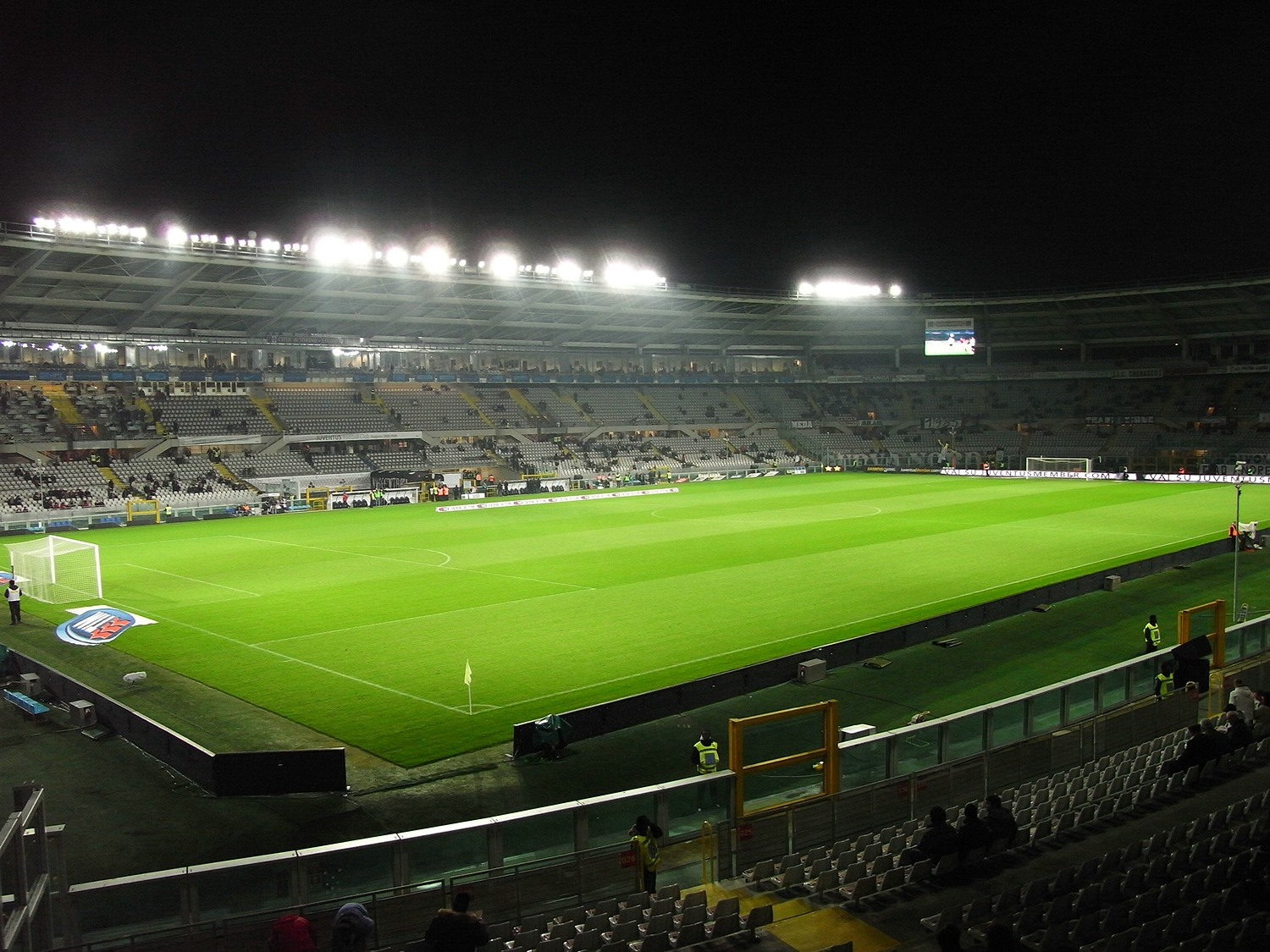
Vue de l'intérieur du Stadio Olimpico di Torino
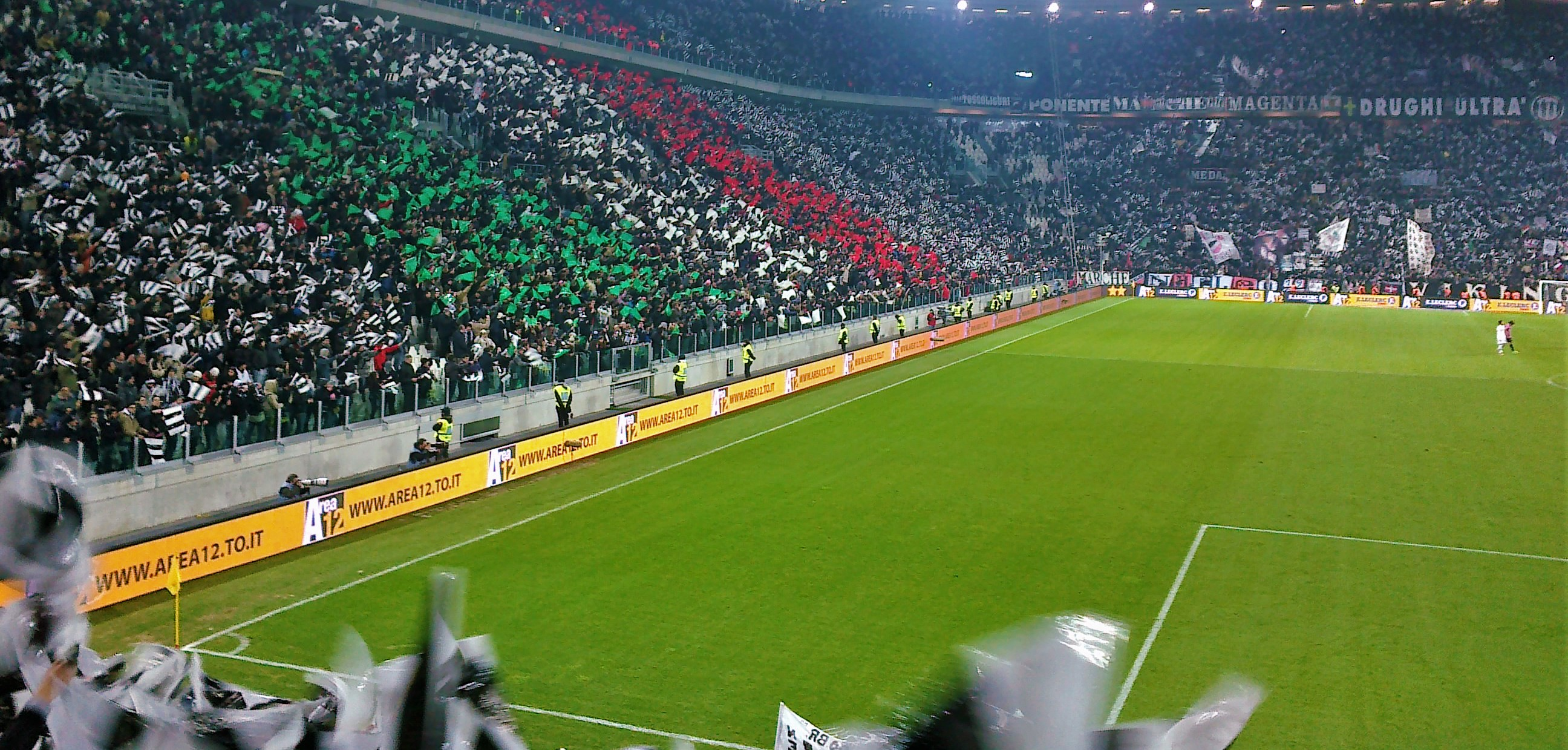
Le Juventus Stadium, nouvelle enceinte juventina depuis 2011

#### Historique des stades
Depuis 1897, la Juventus a disputé ses rencontres à domicile dans différents stades :
| - Parco del Valentino : 1897 - Parco del Cittadella : 1898 - Stadio Piazza d'Armi : 1899 – 1904 - Stadio Motovelodromo Umberto I : 1904 – 1906 - Stadio Piazza d'Armi : 1906 – 1908 - Stadio di Corso Sebastopoli : 1909 – 1922 | - Stadio di Corso Marsiglia : 1923 – 1933 - Stadio Comunale Vittorio Pozzo (appelé Stadio Mussolini jusqu'en 1945) : 1933 – 1990 - Stadio delle Alpi : 1990 – 2006 - Stadio Olimpico di Torino (ex-Stadio Comunale'' jusqu'en 2006) : 2006 – 2011 - Juventus Stadium : Depuis 2011 |

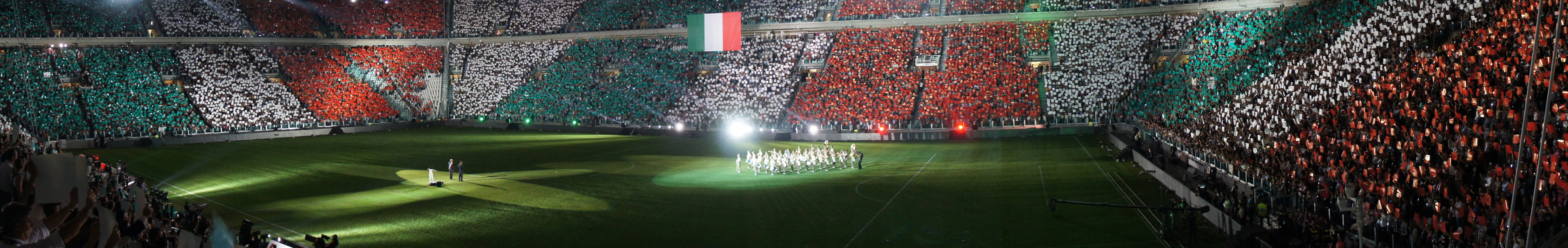
Vue panoramique du Juventus Stadium lors de la cérémonie d'inauguration.

### Terrain neutre
Une confrontation entre l'Inter et la Juventus ne s'est déroulée sur un terrain neutre qu'à deux reprises : en 1920 à Gênes (victoire de l'Inter), et en 1965 pour la finale de la Coupe d'Italie à Rome (victoire de la Juventus).

## Statistiques

### Plus de buts dans un match
- 10 buts le 10 juin 1961 Juventus 9-1 Inter
- 9 buts le 14 décembre 1913 Juventus 7-2 Inter
- 8 buts le 17 janvier 1932 Juventus 6-2 Ambrosiana Inter
- 8 buts le 19 juin 1975 Inter 2-6 Juventus en Coppa Italia
- 7 buts le 26 novembre 1911 Inter 6-1 Juventus
- 7 buts le 4 janvier 1913 Inter 6-1 Juventus

### Plus grandes victoires pour la Juventus
- Juventus 7-2 Inter le 14 décembre 1913
- Juventus 6-2 Ambrosiana Inter le 17 janvier 1932
- Juventus 4-0 Ambrosiana Inter le 17 mai 1942
- Juventus 5-1 Inter le 3 mars 1957
- Juventus 9-1 Inter le 10 juin 1961
- Inter 2-6 Juventus le 19 juin 1975 en Coppa Italia

### Plus grandes victoires pour l'Inter
- Inter 6-1 Juventus le 26 novembre 1911
- Inter 6-1 Juventus le 4 janvier 1913
- Ambrosiana Inter 4-0 Juventus le 17 novembre 1935
- Ambrosiana Inter 5-0 Juventus le 16 octobre 1938
- Ambrosiana Inter 4-0 Juventus le 17 septembre 1939
- Inter 6-0 Juventus le 4 avril 1954
- Inter 4-0 Juventus le 11 novembre 1979
- Inter 4-0 Juventus le 11 novembre 1984

## Bilan
Dernière mise à jour : 29 février 2016.
M: Nombre total de matchs | V: Nombre total de victoires | N: Nombre total de matchs nuls | D: Nombre total de défaites | P: Buts pour | C: Buts contre | +/-: Différence de buts
| #                    | Équipe   | M       | V       | N       | D       | P       | C       | +/-     |
| Serie A              | Serie A  | Serie A | Serie A | Serie A | Serie A | Serie A | Serie A | Serie A |
| -------------------- | -------- | ------- | ------- | ------- | ------- | ------- | ------- | ------- |
| 1                    | Juventus | 186     | 86      | 45      | 56      | 262     | 228     | +34     |
| 2                    | Inter    | 186     | 56      | 45      | 86      | 228     | 262     | -34     |
| Coupe d'Italie       |          |         |         |         |         |         |         |         |
| 1                    | Juventus | 28      | 12      | 7       | 9       | 43      | 34      | +9      |
| 2                    | Inter    | 28      | 9       | 7       | 12      | 34      | 43      | -9      |
| Supercoupe d’Italie  |          |         |         |         |         |         |         |         |
| 1                    | Inter    | 1       | 1       | 0       | 0       | 1       | 0       | +1      |
| 2                    | Juventus | 1       | 0       | 0       | 1       | 0       | 1       | -1      |
| Campionato di Guerra |          |         |         |         |         |         |         |         |
| 1                    | Juventus | 2       | 1       | 0       | 1       | 2       | 2       | 0       |
| 1                    | Inter    | 2       | 1       | 0       | 1       | 2       | 2       | 0       |
| Total                |          |         |         |         |         |         |         |         |
| 1                    | Juventus | 218     | 98      | 53      | 67      | 305     | 265     | +40     |
| 2                    | Inter    | 218     | 67      | 53      | 98      | 265     | 305     | -40     |

## Palmarès
| Club     | Championnat d'Italie | Coupe d'Italie | Supercoupe d'Italie | Ligue des champions | Coupe d'Europe des vainqueurs de coupe | Coupe UEFA | Coupe du monde des clubs de la FIFA |
| -------- | -------------------- | -------------- | ------------------- | ------------------- | -------------------------------------- | ---------- | ----------------------------------- |
| Juventus | 36                   | 15             | 9                   | 2                   | 1                                      | 3          | 2                                   |
| Inter    | 20                   | 9              | 8                   | 3                   | 0                                      | 3          | 3                                   |

## Joueurs ayant joué pour les deux clubs
Le premier joueur professionnel à quitter le club banconeri ou nerazzuro pour rejoindre l'autre est Luigi Cevenini, l'attaquant passa par l'Inter de 1912 à 1915 (63 buts pour 55 matchs joués), de 1919 à 1921 (54 buts pour 40 matchs joués) ainsi que de 1922 à 1927 (42 buts pour 92 matchs joués) et passa à la Juventus de 1927 à 1930 (22 buts pour 69 matchs joués).
- Luigi Cevenini (de 1912 à 1915, de 1919 à 1921 ainsi que de 1922 à 1927 pour le FC Internazionale Milano et de 1927 à 1930 pour le Juventus FC).
- József Viola (de 1924 à 1927 ainsi que de 1929 à 1930 pour le Juventus FC et de 1928 à 1929 pour le FC Internazionale Milano).
- Luigi Allemandi (de 1925 à 1927 pour le Juventus FC et de 1927 à 1935 pour le FC Internazionale Milano).
- Giuseppe Meazza (de 1927 à 1940 ainsi que de 1946 à 1947 pour le FC Internazionale Milano et de 1942 à 1943 pour le Juventus FC)[6].
- Pietro Serantoni (de 1928 à 1934 pour le FC Internazionale Milano et de 1934 à 1936 pour le Juventus FC).
- Armando Diena (de 1934 à 1936 pour le Juventus FC et de 1936 à 1937 pour le FC Internazionale Milano).
- Giuseppe Peruchetti (de 1936 à 1940 pour le FC Internazionale Milano et de 1941 à 1944 pour le Juventus FC).
- Ugo Locatelli (de 1936 à 1941 pour le FC Internazionale Milano et de 1941 à 1949 pour le Juventus FC).
- Renato Olmi (de 1937 à 1941 ainsi que de 1942 à 1943 pour le FC Internazionale Milano et de 1941 à 1942 pour le Juventus FC).
- Rino Ferrario (de 1950 à 1955 ainsi que de 1957 à 1959 pour le Juventus FC et de 1955 à 1956 pour le FC Internazionale Milano).
- Tarcisio Burgnich (de 1960 à 1961 pour le Juventus FC et de 1962 à 1974 pour le FC Internazionale Milano).
- Giuliano Sarti (de 1963 à 1968 pour le FC Internazionale Milano et de 1968 à 1969 pour le Juventus FC).
- Franco Causio (de 1966 à 1968 ainsi que de 1970 à 1981 pour le Juventus FC et de 1984 à 1985 pour le FC Internazionale Milano).
- Oscar Damiani (de 1968 à 1969 pour le FC Internazionale Milano et de 1974 à 1976 pour le Juventus FC).
- Pietro Anastasi (de 1968 à 1976 pour le Juventus FC et de 1976 à 1978 pour le FC Internazionale Milano)[6].
- Roberto Boninsegna (de 1969 à 1976 pour le FC Internazionale Milano et de 1976 à 1979 pour le Juventus FC)[6].
- Marco Tardelli (de 1975 à 1985 pour le Juventus FC et de 1985 à 1987 pour le FC Internazionale Milano).
- Stefano Tacconi (de 1975 à 1976 pour le FC Internazionale Milano et de 1983 à 1992 pour le Juventus FC).
- Alessandro Altobelli (de 1976 à 1988 pour le FC Internazionale Milano et de 1988 à 1989 pour le Juventus FC).
- Pietro Fanna (de 1977 à 1982 pour le Juventus FC et de 1985 à 1989 pour le FC Internazionale Milano)[6].
- Roberto Tricella (de 1977 à 1979 pour le FC Internazionale Milano et de 1987 à 1990 pour le Juventus FC).
- Aldo Serena (de 1978 à 1984 ainsi que de 1987 à 1991 pour le FC Internazionale Milano et de 1985 à 1987 pour le Juventus FC)[6].
- Luigi De Agostini (de 1987 à 1992 pour le Juventus FC et de 1992 à 1993 pour le FC Internazionale Milano).
- Salvatore Schillaci (de 1989 à 1992 pour le Juventus FC et de 1992 à 1994 pour le FC Internazionale Milano).
- Roberto Baggio (de 1990 à 1995 pour le Juventus FC et de 1998 à 2000 pour le FC Internazionale Milano)[6].
- Dino Baggio (de 1991 à 1992 pour le FC Internazionale Milano et de 1992 à 1994 pour le Juventus FC)[6].
- Angelo Peruzzi (de 1991 à 1999 pour le Juventus FC et de 1999 à 2000 pour le FC Internazionale Milano).
- Christian Vieri (de 1996 à 1997 pour le Juventus FC et de 1999 à 2005 pour le FC Internazionale Milano)[6].
- Edgar Davids (de 1998 à 2003 pour le Juventus FC et de 2004 à 2005 pour le FC Internazionale Milano)[6].
- Andrea Pirlo (de 1998 à 2001 pour le FC Internazionale Milano et de 2011 à 2015 pour le Juventus FC)[6].
- Adrian Mutu (de 1999 à 2000 pour le FC Internazionale Milano et de 2005 à 2006 pour le Juventus FC)
- Fabio Cannavaro (de 2002 à 2004 pour le FC Internazionale Milano et de 2004 à 2006 pour le Juventus FC)[6].
- Zlatan Ibrahimović (de 2004 à 2006 pour le Juventus FC et de 2006 à 2009 pour le FC Internazionale Milano)[6].
- Patrick Vieira (de 2005 à 2006 pour le Juventus FC et de 2006 à 2010 pour le FC Internazionale Milano)[6].
- Fabio Grosso (de 2006 à 2007 pour le FC Internazionale Milano et de 2009 à 2012 pour le Juventus FC).
- Leonardo Bonucci (de 2006 à 2009 pour le FC Internazionale Milano et de 2010 à 2017 puis de 2019 à 2023 pour le Juventus FC).
- Lúcio (de 2009 à 2012 pour le FC Internazionale Milano et en 2012 pour le Juventus FC)[6].
- Felipe Melo (de 2009 à 2011 pour le Juventus FC et de 2014 à 2016 pour le FC Internazionale Milano).
- Hernanes (de 2014 à 2015 pour le FC Internazionale Milano et de 2015 à 2017 pour le Juventus FC)
- Arturo Vidal (de 2011 à 2015 pour le Juventus FC et de 2020 à 2022 pour le FC Internazionale Milano).

## Derby féminin

### Histoire
La section féminine de l'Inter est promu en Serie A en 2019, et peut donc disputer le derby d'Italie face à la Juventus, qui est alors championne d'Italie en titre. Le premier derby a lieu sur le terrain de l'Inter le 20 octobre 2019, alors que l'Inter a perdu son premier derby de Milan la semaine précédente. Martina Rosucci ouvre le score pour la Juventus à la 24e minute, guidant les Bianconere vers une victoire facile 3-0. Regina Baresi inscrit le premier but de l'Inter au match retour, qui se solde tout de même par une victoire écrasante de la Juve 5-1. La Juventus domine le football féminin au début des années 2020, et il faut attendre les quarts de finale de coupe d'Italie 2022 pour voir les Nereazzure lui tenir tête (1-1 au match aller, mais victoire de la Juve 1-0 au match retour).

### Statistiques
Mise à jour le 6 mai 2023.
| Compétition    | Matchs | Victoires/Juve | Matchs nuls | Victoires/Inter | Buts/Juve | Buts/Inter |
| Serie A        | 10     | 8              | 2           | 0               | 31        | 9          |
| Coupe d'Italie | 4      | 2              | 2           | 0               | 5         | 3          |
| Total          | 14     | 10             | 4           | 0               | 36        | 12         |